# Малагский салат
Малагский салат (исп. ensalada malagueña) — типичное блюдо андалусской кухни, вариант картофельного салата. Этот холодный салат пользуется популярностью по всей Испании, его часто готовят в летнее время года. По мнению малагской газеты Sur, в одной только провинции Малага насчитывается около десятка рецептов малагского салата. При всём мнообразии вариантов рецепта основными ингредиентами малагского салата являются отварной картофель, мякоть апельсина, лук, зелёные оливки и предварительно вымоченного и обжаренного бакальяу. Салатная заправка может варьироваться. Малагский салат удачно сочетает солёный вкус трески со сладостью апельсинов.